# La Sarga
La Sarga är ett berg i Spanien.   Det ligger i provinsen Provincia de Albacete och regionen Kastilien-La Mancha, i den centrala delen av landet, 240 km söder om huvudstaden Madrid. Toppen på La Sarga är 1 760 meter över havet.
Terrängen runt La Sarga är huvudsakligen kuperad. Runt La Sarga är det mycket glesbefolkat, med 7 invånare per kvadratkilometer. Närmaste större samhälle är Alcaraz, 18,6 km norr om La Sarga. 